# トマス・パーカー (第3代マクルズフィールド伯爵)
第3代マクルズフィールド伯爵トマス・パーカー（英: Thomas Parker, 3rd Earl of Macclesfield、1723年10月12日 - 1795年2月9日）は、イギリスの貴族。
1723年10月12日に初代マクルズフィールド伯爵トマス・パーカーの嫡子パーカー子爵ジョージ・パーカーの長男として、ロンドンのリンカーンズ・イン・フィールズにあった祖父の邸宅で生まれ、1723年12月19日にセント・ジャイルズ・イン・ザ・フィールズ教会で洗礼を受けた。父親が第2代マクルズフィールド伯爵となった1732年から自身が襲爵する1764年までは「パーカー子爵（Viscount Parker）」の儀礼称号を称した。1740年にオックスフォード大学ハートフォード・カレッジへ入学し、1743年に学位（M.A.）を取得。
1747年から1754年までスタッフォードシャー州ニューカッスル＝アンダー＝ライム選挙区選出の、翌1755年から1761年までオックスフォードシャー州選挙区選出の、1761年から爵位の相続によって貴族院に移る1764年までケント州ロチェスター選挙区選出の庶民院議員。議会ではホイッグ党に所属。また1747年に王立協会フェローにも選出された。
1749年12月12日にサー・ウィリアム・ヒースコート準男爵の娘であるメアリと結婚した。彼女は父方の従妹にあたり、間に第4代マクルズフィールド伯爵となったジョージや第5代マクルズフィールド伯爵となったトマスらをもうけた。
1795年2月9日に死去し、オックスフォードシャー州のシャーバーンに葬られた。爵位は長男のパーカー子爵ジョージが相続した。